# Ernst von Borcke (Generalmajor)
Ernst Gottlieb Kurt von Borcke (* 13. November 1774 in Stargard in Pommern; † 25. Januar 1838 in Königsberg) war ein preußischer Generalmajor und Ingenieuroffizier.

## Leben

### Herkunft
Er entstammte der altpommerschen Familie Borcke und war der Sohn des preußischen Majors a. D. Ernst Gottlieb Kurt von Borcke (1757–1816), Herr auf Dewsberg, und dessen Ehefrau Anna, geborene Greinert, verwitwete Hallensleben. Sein Bruder Karl August Ferdinand von Borcke war preußischer Generalmajor.

### Militärkarriere
Borcke besuchte ab dem 22. April 1789 das Kadettenhaus Neubau in Berlin und kam am 5. April 1790 als Eleve an die Ingenieurakademie in Potsdam. Nach seiner Ausbildung wurde er am 14. März 1794 mit Patent vom 16. März 1794 Sekondeleutnant, war zunächst im Ingenieurskorps in Pillau tätig und wurde am 14. Februar 1805 nach Danzig versetzt. Im Vierten Koalitionskrieg erhielt Borcke bei der Verteidigung der Stadt zwei leichte Kopfverwundungen. Für seine Tapferkeit am 18. Juni 1807 mit dem Orden Pour le Mérite ausgezeichnet, wurde er am 18. Juli 1809 Ingenieuroffizier vom Platz in Kolberg und in dieser Stellung am 14. Februar 1810 zum Premierleutnant befördert. Am 3. September 1811 stieg Borcke zum Stabskapitän auf und fungierte als Ingenieuroffizier vom Platz in Pillau. Am 20. August 1813 wurde er zum Kapitän befördert und am 1. Januar 1814 kam er als Ingenieuroffizier vom Platz nach Danzig.
Nach dem Krieg wurde er am 20. April 1816 Major in der 1. Ingenieur-Brigade. Am 3. Februar 1819 wurde er zum Ingenieurbrigadier und Inspekteur der Ost- und Westpreußischen Festungsinspektion. Im Jahr 1825 erhielt er das Dienstkreuz, dazu am 18. Januar 1826 den Roten Adlerorden III. Klasse. Am 30. März 1739 avancierte Borcke zum Oberstleutnant und am 18. Januar 1833 erhielt er die Schleife zum Roten Adlerorden III. Klasse. Mit Patent vom 3. April 1834 folgte am 30. März 1834 seine Beförderung zum Oberst. Am 22. Januar 1838 erhielt Borcke seinen Abschied mit dem Charakter eines Generalmajors und der gesetzlichen Pension. Er starb aber bereits am 25. Januar 1838 in Königsberg in Preußen.

### Familie
Borcke heiratete am 9. Juni 1811 in Kolberg Johanna Karoline von der Heyde († 8. Juli 1811). Nach dem frühen Tod seiner ersten Frau heiratete er am 23. Juni 1812 in Pillau Elisabeth Friederike Amalie von Sarbski (* 1794; † 4. Mai 1863), eine Tochter des Hauptmanns Johann Ferdinand von Sarbski. Das Paar hatte mehrere Kinder, darunter:
- Karl Ernst August Ferdinand (* 5. November 1813; † 30. April 1882) ⚭ 1843 Amanda Gräfin von der Groeben (* 12. August 1825; † 8. Februar 1892)
- Adolf Ferdinand (* 26. April 1818; † 30. April 1818)
- Hermann Karl (* 15. November 1821; † 17. Februar 1881)